# Torta Tre Monti
Torta Tre Monti (tiếng Ý: " Bánh của Ba ngọn núi/tháp") là một món bánh nhiều lớp truyền thống của San Marino. Món ăn này được làm từ bánh quy, hạt dẻ, sô cô la, kem và cà phê. Món bánh được lấy cảm hứng từ ba ngọn tháp của San Marino.

## Lịch sử
Ở San Marino, món bánh này đã được La Serenissima sản xuất từ năm 1942. Các tiệm bánh bán cả bánh cỡ lớn và phiên bản snack, ngoài ra còn có một biến thể bao gồm cà phê.